# Andrzej Oryński
Andrzej Tadeusz Oryński (ur. 3 sierpnia 1945 w Krakowie) – polski prawnik i ekonomista, w latach 80. XX w. działacz prasy podziemnej we Wrocławiu.

## Życiorys
W 1967 ukończył studia na Wydziale Prawa Uniwersytetu Jagiellońskiego i rozpoczął w Katedrze Prawa Gospodarczego Akademii Ekonomicznej we Wrocławiu pracę w charakterze nauczyciela akademickiego. W 1975 uzyskał tamże stopień doktora nauk ekonomicznych. Specjalista prawa gospodarczego i prawo handlowego. Należał do Zrzeszenia Studentów Polskich (1962–1967) oraz Polskiej Zjednoczonej Partii Robotniczej (ok. 1970–1981).
W okresie pierwszej Solidarności sporadycznie publikował w Solidarności Dolnośląskiej – piśmie Zarządu Regionu NSZZ „S” Dolny Śląsk. W 1981 został członkiem redakcji:
- Biuletynu Informacyjnego, wydanego przez KZ NSZZ „Solidarność” AE we Wrocławiu
- tygodnika „SEMAFOR”, jednego z dwóch pism o zasięgu krajowym, wydawanych we Wrocławiu
- pisma „Nasza Ziemia”, wydawanego z inicjatywy Tymczasowego Zarządu Wojewódzkiego NSZZ „S” Rolników Indywidualnych

W czasie strajków studenckich jesienią 1981 uczestniczył w spotkaniach ze studentami AE, Uniwersytetu Wrocławskiego, AM i AR.
Po 13 grudnia 1981 A. Oryński pozostał jedynym, oprócz Leszka Wierzejskiego, członkiem redakcji „Semafora”, który uniknął internowania. 14 grudnia 1981 obaj podjęli decyzję o wydawaniu niezależnego pisma pod nazwą „Wiadomości Bieżące” (zwane dalej „WB”). Następnego dnia sporządzili informacje o miejscu pobytu i losach internowanych oraz represjach, przepisując je przez kalkę na maszynach do pisania i roznosząc po kościołach, a także wykładając w innych miejscach. W ciągu miesiąca dołączyła do nich Barbara Sarapuk, która zorganizowała druk i kolportaż.
Oryński był autorem wielu tekstów zamieszczonych w „WB”, redagował także większość tekstów dostarczanych do redakcji. W krótkim czasie „WB” stały się jednym z najpopularniejszych pism niezależnych na Dolnym Śląsku. 7 grudnia 1982, po zredagowaniu 64 numerów, Sarapuk, Oryński i Wierzejski) zostali aresztowani. „WB” wychodziły jednak nadal, redagowane – do czasu uformowania się nowej redakcji – przez żonę Oryńskiego – Annę, członków jej rodziny i inne osoby. Przez 6 miesięcy, tj. do końca procesu „WB”, Oryński przebywał w areszcie śledczym, z którego został wypuszczony 27 maja 1983. Otrzymał najwyższy wyrok spośród 12 osób oskarżonych w sprawie „WB” – 2 lata pozbawienia wolności w zawieszeniu na 3 lata oraz 80 tys. grzywny. Jeszcze przed aresztowaniem, w lipcu 1982, Oryński został odsunięty od prowadzenia zajęć dydaktycznych na Akademii, przeniesiony na etat techniczny i szykanowany. W 1988 odszedł z pracy na AE i zatrudnił się jako sprzedawca w sklepie motoryzacyjnym. W październiku 1989 na wniosek Komisji Zakładowej NSZZ „Solidarność” Oryński został przywrócony  do pracy w charakterze pracownika naukowo-dydaktycznego. W 2010 przeszedł na emeryturę.
Jesienią 1983 Oryński wraz z Leszkiem Żołyniakiem rozpoczęli redagowanie miesięcznika myśli niezależnej „Prawda”. Oryński publikował artykuły poświęcone zagadnieniom ekonomicznym, historii gospodarczej, analogiom między faszyzmem a komunizmem. Oryński współredagował „Prawdę” do 1988, kiedy to po wydaniu 35 numerów tytuł ten przestał się ukazywać.
Oryński wraz z Markiem Szatkowskim zredagował 3 numery „Solidarności Dolnośląskiej” oraz publikował w innych pismach, jak „Jednością Silni”, czy piśmie Politechniki Wrocławskiej.
Oryński okazjonalnie zajmował się także kolportażem wydawnictw niezależnych, wykładami na tajnych kompletach, występował w Tygodniu Społecznym u oo. Dominikanów.
Po 1989 praktycznie zawiesił działalność solidarnościową.
W 2013 „za wybitne zasługi w działalności na rzecz przemian demokratycznych w Polsce” został wyróżniony Krzyżem Kawalerskim Orderu Odrodzenia Polski.